# 耿嵩
耿嵩（?—?），字文都，鉅鹿人，東漢人物。
耿嵩秉持清高之節，童年时为人耿介特立，他不隨於俗，鄉黨士大夫都尊敬称異。王莽失敗后，盜賊蜂起，耿嵩宗族在兵中，粮食价貴，百姓饥饿，人民相食，耿嵩的宗家數百人，升合分糧。当時耿嵩年纪十二三岁，宗人長少一起推举令主廩給，没有不稱为公平。